# Джойс (Айова)
Джойс (англ. Joice) — місто (англ. city) в США, в окрузі Ворт штату Айова. Населення — 208 осіб (2020).

## Географія
Джойс розташований за координатами 43°21′53″ пн. ш. 93°27′29″ зх. д. / 43.36472° пн. ш. 93.45806° зх. д. (43.364789, -93.458107).  За даними Бюро перепису населення США в 2010 році місто мало площу 2,59 км², уся площа — суходіл.

## Демографія
Згідно з переписом 2010 року, у місті мешкали 222 особи в 99 домогосподарствах у складі 61 родини. Густота населення становила 86 осіб/км².  Було 106 помешкань (41/км²).
Расовий склад населення:
| - 96,8 % — білих - 0,5 % — корінних американців |

До двох чи більше рас належало 2,7 %. Частка іспаномовних становила 0,0 % від усіх жителів.
За віковим діапазоном населення розподілялося таким чином: 26,1 % — особи молодші 18 років, 60,4 % — особи у віці 18—64 років, 13,5 % — особи у віці 65 років та старші. Медіана віку мешканця становила 39,9 року. На 100 осіб жіночої статі у місті припадало 101,8 чоловіків;  на 100 жінок у віці від 18 років та старших — 100,0 чоловіків також старших 18 років.
Середній дохід на одне домашнє господарство  становив 50 474 долари США (медіана — 36 458), а середній дохід на одну сім'ю — 67 675 доларів (медіана — 56 250). За межею бідності перебувало 8,4 % осіб, у тому числі 0,0 % дітей у віці до 18 років та 3,7 % осіб у віці 65 років та старших.
Цивільне працевлаштоване населення становило 106 осіб. Основні галузі зайнятості: виробництво — 28,3 %, освіта, охорона здоров'я та соціальна допомога — 19,8 %, мистецтво, розваги та відпочинок — 14,2 %.